# Martín de Redín
Martín de Redín (Pamplona, 1579 - Malta, 1660) was een Spaans militair en politicus. Hij werd grootmeester van de Maltezer Orde in 1657 en was onderkoning van Napels in 1656.
Hij werd verkozen tot grootmeester van de Maltezer Orde in 1657 na de dood van Jean Baptiste de Lascaris de Castellar. Tijdens zijn bewind werden er vele torens om het eiland van Malta gebouwd om de communicatie te bespoedigen. Hij creëerde ook een korps van 4000 musketiers en bracht levensmiddelen uit Sicilië toen er sprake was van een gebrek aan eten op Malta.
Na zijn dood werd hij kortstondig opgevolgd door Annet de Clermont de Chattes-Gessant.
- International Standard Name Identifier: 0000 0000 6163 5721
- Istituto Centrale per il Catalogo Unico: PALV078393
- Système universitaire de documentation: 240801148
- Virtual International Authority File: 88673352